# Black Country, New Road
黑乡新路乐队（通常缩写为BCNR或BC, NR）是一支英国摇滚乐队，成立於2018年，由Tyler Hyde（主唱、贝斯）、Lewis Evans（主唱、长笛、萨克斯）、May Kershaw（主唱、琴手）、Georgia Ellery（小提琴、和声）、Charlie Wayne（鼓、和声） 和Luke Mark（吉他、和声）組成。乐队的前两张专辑以吉他手兼主唱 Isaac Wood 为特色，他于2022年离开了乐队。
乐队通过 2019 年的首张单曲Athens, France和Sunglasses获得初步关注，该单曲结合了实验摇滚、 后龐克和后摇滚的特点。 他们于2021年发行的首张专辑《For the First Time》获得了广泛的好评，获得了水星音樂獎提名，并在英國專輯排行榜上排名第四。在他们2022年的第二张专辑《Ants from Up There》发行前四天，Isaac Wood以心理健康问题为由离开了乐队。这张专辑获得了进一步的好评和商业上的成功，在英国专辑榜上排名第三。
Isaac Wood离开后，乐队立即开始制作新歌曲，由Taylor、Lewis和May分担主唱职责。在整个2022年巡回演出后，乐队于2023年2月发行了音乐会电影《Live at Bush Hall》，其中收录了他们的新歌。其後於香港Clockenflap音樂節、台北The Wall Live House（由White Wabbit Records小白兔唱片主辦）、印尼Joyland Festival、日本等亞洲地區演出。